# Letlands Kunstakademi
Letlands Kunstakademi (lettisk: Latvijas Mākslas akadēmija, forkortet LMA) er et universitet indenfor forskning i kunst, kreativitet og kultur i Riga, hovedstaden i Letland. Initiativet til Letlands Kunstakademi blev taget af dennes første rektor Vilhelms Purvītis, som ønskede at opbygge en undervisningsinstitution i Letland med videregående uddannelser indenfor kunst. En beslutning den 20. august 1919 af Letlands Folkeråds midlertidige ministerkabinet muliggjorde oprettelsen af Letlands Kunstakademi, mens selve den officielle åbning foregik den 12. oktober 1921.
Letlands Kunstakademi befinder sig i én af det tidlige 20. århundredes mest imponerende arkitektoniske monumenter i Riga – den tidligere Fondsbørs Handelsskoles bygning, opført i nygotisk stil efter et projekt af arkitekten Wilhelm Bockslaff.
Kunstakademiet er en selvstændig institution med ret til selvstændigt at udvikle sine egne statutter og definere både indhold og former for forskningens retninger og dennes indhold, i overensstemmelse med gældende love og bestemmelser. Uddannelser gennemføres både på fuld- og deltid, samt på stedet eller via distanceundervisning. Rektor siden 2017 er professor Kristaps Zarins.